# 北洋女师范学堂

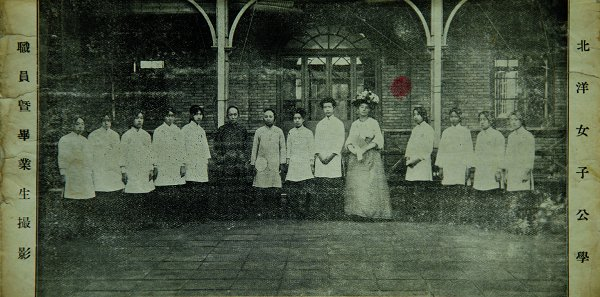
北洋女子公学职员与毕业生合影

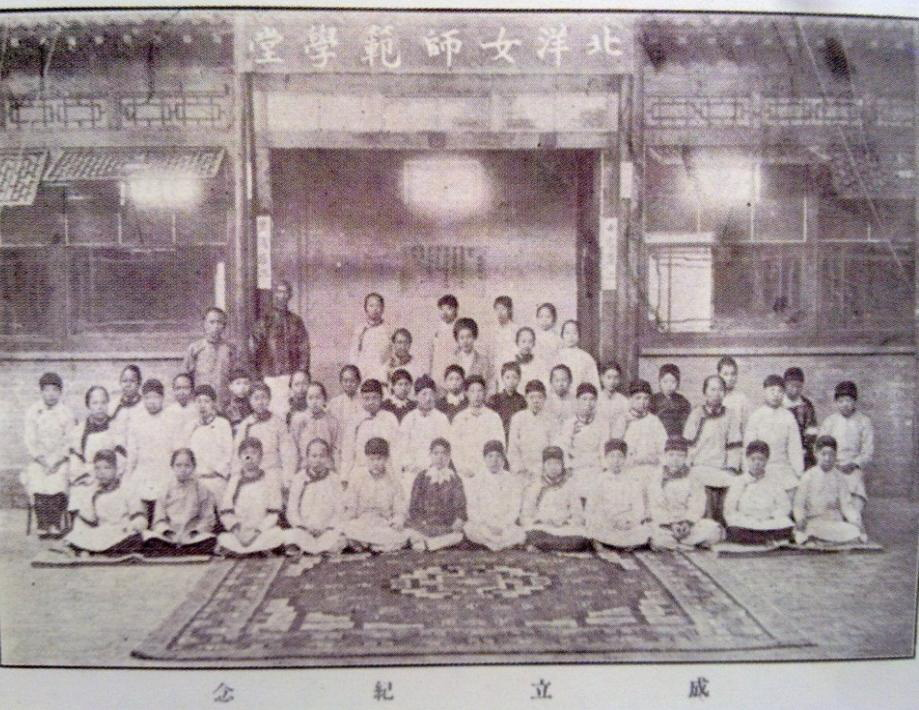
北洋女师范学堂成立纪念

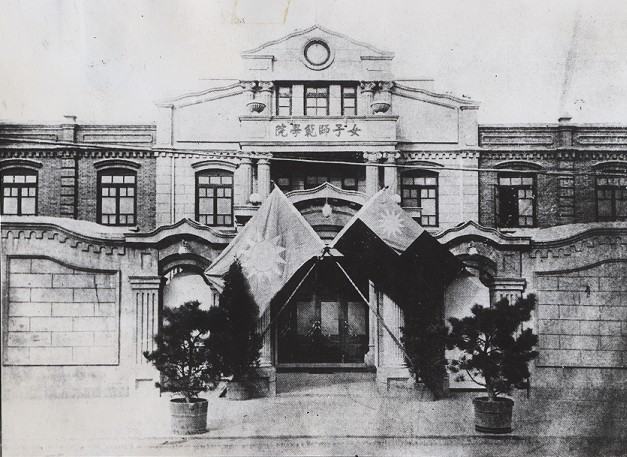
河北省立女子师范学院

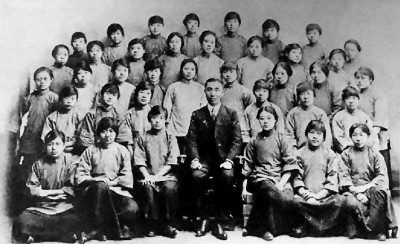
直隶第一女子师范学校第十三学级学生恭送校长齐国樑赴美留学合影

北洋女师范学堂，河北师范大学、天津美术学院前身，中国最早的女子师范学校，1906年在袁世凯的支持下，由傅增湘创办，吕碧城任监督。校址位于现在天纬路天津美术学院处。前身是1904年创办的“北洋女子公学”。1912年后相继改名“北洋女师范学校”、“直隶省立女子师范学校”、“直隶第一女子师范学校”、“河北省立第一女子师范学校”、1929年升级为“河北省立女子师范学院”。
1937年7月，日本占领天津时，河北省立女子师范学院校舍毁于战火，部分学生转入耀华学校和圣功中学继续就读:48
中华人民共和国成立后改名为“河北师范学院”（天津）等。
1956年部分院系迁入石家庄市，成立石家庄师范学院，演变老河北师范大学；留在天津的部分组成河北天津师范学院。很快这个河北天津师范学院又分出部分文科并入北京的河北北京师范学院（该学院又迁到宣化成为河北师范学院，最终搬迁到石家庄后与河北师范大学合并），文科的教育、外语和政治教育三系并入津沽大学师范学院组成的天津师范学院（1958年6月扩大为天津师范大学，1960年夏改为河北大学），只剩下美术和音乐部分变成河北艺术师范学院，又经过多次重组，最终其美术部分终于成为天津美术学院，校址终归是在原直隶第一女师的老校址上；音乐部分演变入天津音乐学院。
1919年五四运动时期，天津革命团体觉悟社中的女性成员，为该校学生。妇女团体天津女界爱国同志会，也是由该校毕业生和在校生刘清扬、郭隆真、许广平、邓文淑（邓颖超）等人发起组织的。戏剧家曹禺曾于30年代在该校任教。王光美的母亲董洁如也是该校毕业生，与刘清扬同班。